# Nemaspela borkoae
Espèce
Nemaspela borkoae est une espèce d'opilions dyspnois de la famille des Nemastomatidae.

## Distribution
Cette espèce est endémique du Monténégro. Elle se rencontre dans les grottes Dvogrla jama, Vodna jama et la Pala skala.

## Description
Le mâle holotype mesure 1,57 mm et la femelle paratype 2,11 mm.

## Systématique et taxinomie
Cette espèce a été décrite par Kozel, Delić et Novak en 2020.

## Étymologie
Cette espèce est nommée en l'honneur de Špela Borko.

## Publication originale
- Kozel, Delić & Novak, 2020 : « Nemaspela borkoae sp. nov. (Opiliones: Nemastomatidae), the second species of the genus from the Dinaric Karst. » European Journal of Taxonomy, vol. 717, p. 90–107.